# 帆足桃子
帆足 桃子（ほあし ももこ、3月7日 - ）は、日本の女性声優。プロダクション・エース所属。アミューズメントメディア総合学院声優学科卒業。福岡県出身。以前はオフィス薫に所属していた。

## 出演作品

### テレビアニメ
- あたしンち

### ゲーム
- ぼくは航空管制官2成田ゲートオブジャパン（畑中美奈都）

### 吹き替え

#### 映画
- 明日、キミがいない
- アメリカン・ホストクラブ
- 異常犯罪捜査官 惨劇の館
- オーバードライヴ（ジョアン・キーガン〈スーザン・サランドン〉）
- 狂気
- 恋の7つの副作用（サラ）
- SPEED MAN
- スモーキング・ハイ
- トエンティマン・ブラザーズ（キャロル）
- トランスモーファー -人類最終戦争-
- ヒート・ガイズ 傷だらけの男たち
- ヒラリー・ダフのハート・オブ・ミュージック
- プリズン・ヴァンパイア
- ブルーサヴェージ
- マッスルモンク
- マッド・ブラザー（デイジー・キンケイド〈スーザン・サランドン〉）
- プロジェクト・グレイ 宇宙人地球侵略
- ラスト・グラディエーター
- ラン・ウィズ・フェア
- ローマの休日（伯爵夫人〈マーガレット・ローリングス〉[1]）※N.E.M版
- ワイルド・トラック

#### ドラマ
- アンドロメダ4
- スターゲイト アトランティス
- となりのサインフェルド
- ミッシングサイキック捜査官2

### 舞台
- Happy Performance
- チェーホフ　かもめ（ニーナ役）
- 安部公房　友達（次女役）

### その他
- 修禅寺物語（国立小劇場　音声ガイド）
- 魔界転生（新橋演舞場　イヤホンガイド場内CM）